# Chamaepetes
A Chamaepetes a madarak osztályának tyúkalakúak (Galliformes) rendjébe és a hokkófélék (Cracidae) családjába tartozó nem.

## Rendszerezésük
A nemet Johann Georg Wagler írta le 1832-ben, az alábbi 2 faj tartozik ide:
- fekete guán (Chamaepetes unicolor)
- sarlósszárnyú guán (Chamaepetes goudotii)

## Előfordulásuk
Közép-Amerika és Dél-Amerika területén honosak. Természetes élőhelyeik a szubtrópusi és trópusi hegyi esőerdők. Állandó, nem vonuló fajok.

## Megjelenése
Testhosszuk 50–69 centiméter közötti.

## Életmódjuk
Főleg gyümölcsökkel táplálkoznak.